# تحليل الحمض النووي الشرعي
تحليل الحمض النووي الشرعي أو تحليل الحمض النووي الريبوزي منقوص الأكسجين في الطب الشرعي، هو العملية التي تحلل الحمض النووي لأغراض قانونية وتحقيقية. تغيرت طرق تحليل الحمض النووي عدة مرات على مر السنين مع تطور التكنولوجيا التي سمحت بمعرفة معلومات أكثر باستخدام مواد أولية أقل. يعتمد تحليل الحمض النووي الحديث على الحساب الإحصائي للمقاطع النوعية ضمن الحمض النووي لمجموعة ما.
تعتبر تحقيقات الطب الشرعي أشهر مكان لاستخدامه، ولكنه يستخدم لأغراض أخرى كاختبارات الأبوة وأبحاث الأنساب البشرية مثلًا.

## نبذة تاريخية
طور أليك جيفريز وفريقه طرق إنتاج البصمات الوراثية في عام 1984.

## الطرق

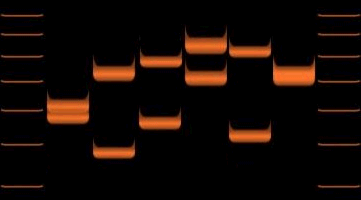
صورة توضح امتلاك ستة أفراد أعداد مختلفة من التكرارات ضمن نفس المكان من مادتهم الوراثية

### طرق قديمة

#### تحليل تعدد أطوال الشدف المقتطعة
يعتبر تحليل تعدد أطوال الشدف المقتطعة أول طريقة حقيقية مستخدمة لتحديد البصمة الوراثية. استخدمت هذه الطريقة لأول مرة في قضايا الطب الشرعي في عام 1985 في المملكة المتحدة. يعتمد هذا النوع من التحاليل على التكرارات الترادفية متغيرة العدد لتمييز الأفراد. تنتشر التكرارات التردافية في جميع أنحاء الجينوم وتتكون من نفس تسلسل الحمض النووي. يملك الأفراد المختلفين عدد مختلف من التكرارات في نفس المكان من مادتهم الوراثية. على سبيل المثال: قد يملك الشخص أ أربعة تكرارات بينما يملك الشخص ب خمسة تكرارات. استخدمت عملية تسمى الفصل الكهربائي الهلامي لتوضيح هذه الاختلافات؛ إذ تنتقل القطع الأصغر عبر الهلام بشكل أسرع من القطع الأكبر التي تفصل بينها. يوفر تحليل تعدد أطوال شدف المقتطعة قدرة عالية على التمييز بين الأفراد عند استخدام عدة مواقع للتكرارات الترادفية متغيرة العدد.
تستغرق عملية تحليل تعدد أطوال الشدف المقتطعة وقتًا طويلًا للغاية. لا يمكن استخدام طرق التضخيم -كتفاعل البوليميراز المتسلسل- بسبب طول التكرارات المستخدمة -بين 9 و100 زوج أساسي. ولهذا، اقتصر استخدام الطريقة على العينات التي تملك كمية كبيرة من الحمض النووي في الأساس، ولم تكن مفيدة في العينات الصغيرة. كانت هذه الطريقة الأساسية لتحليل الحمض النووي في معظم مختبرات الطب الشرعي قبل استبدالها بأساليب أحدث. استغنى عنها مكتب التحقيقات الفيدرالي بالكامل في عام 2000 واستبدلها بتحليل التكرارات المزدوجة القصيرة.

### اختبار DQ alpha
تطور اختبار DQ alpha في عام 1991، وهو أول تقنية شرعية لتحليل الحمض النووي تستخدم تفاعل البوليميراز المتسلسل. سمحت هذه التقنية باستخدام خلايا قليلة جدًا مقارنةً بتحليل تعدد أطوال الشدف المقتطعة؛ ما جعلها أكثر فائدة في مسارح الجريمة التي لا تحتوي كميات كبيرة من الحمض النووي. يعتبر الموقع الكروموسومي للجينة DQ alpha 1 متعدد الأشكال ويحمل العديد من الأليلات المختلفة، وهذا سيحصر عدد الأشخاص الذين يحملون صفات جينية معينة، ويرفع احتمالية الاستبعاد.
دمجت أحد الشركات موضع DQ alpha مع مواضع أخرى ضمن مجموعة متاحة تجاريًا سميت بوليماركر في عام 1993. مهدت بوليماركر الطريق لظهور مجموعات التعددية الحديثة وسمحت بفحص عدة مواقع كروموسومية مختلفة باستخدام منتج واحد. تعتبر هذه الطريقة أكثر حساسية من تحليل تعدد أطوال الشدف المقتطعة، ولكنها لا توفر نفس المقدار من التمييز. حاول العلماء في عام 1995 العودة إلى التحاليل القائمة على التكرارات الترادفية متغيرة العدد مع استخدام تقنية تفاعل البوليمراز المتسلسل، وذلك أدى إلى طريقة تعدد أطوال الشدف المضخمة.